# Leopoldo Melo
Leopoldo Melo (Diamante, Entre Ríos; 15 de noviembre de 1869 - Pinamar, provincia de Buenos Aires; 6 de febrero de 1951) fue un abogado, político, y diplomático argentino perteneciente a la Unión Cívica Radical y luego a la Unión Cívica Radical Antipersonalista que se desempeñó como senador y ministro del Interior.

## Biografía
Leopoldo Melo nació en Diamante, provincia de Entre Ríos, el 15 de noviembre de 1869, siendo hijo de los porteños Nereo Melo, un marino que actuó bajo las órdenes del almirante Guillermo Brown, y Rosa Fernández. Su hermano menor era Carlos F. Melo, también dirigente del radicalismo y diputado nacional entre 1916 y 1920. 
De joven, se mudó a la ciudad de Rosario, donde cursó su educación secundaria en el Colegio Nacional N.º 1, acompañado de Lisandro de la Torre, que sería su compañero durante esos años escolares. En 1886, tomó la decisión de trasladarse a la ciudad de Buenos Aires para iniciar su educación universitaria en la Facultad de Derecho. Durante sus estudios, fue compañero de Marcelo T. de Alvear. Simultáneamente, se unió al trabajo en los Tribunales de la Capital Federal y completó su carrera como escribano en 1889. En 1890, terminó sus estudios de abogado y en 1891, obtuvo el título de doctor en jurisprudencia con una tesis que recibió un premio de la Facultad y una medalla de oro bajo la presidencia de Bernardo de Irigoyen en el tribunal examinador.
En su juventud, además de sus tareas como abogado, incursionó en el periodismo, colaborando con Domingo Faustino Sarmiento en las páginas de "El Censor" y más tarde en el diario "El Tiempo," un periódico de orientación radical dirigido por Carlos Vega Belgrano.
Durante sus años de estudio universitario, vivió momentos cruciales en la historia argentina, como la Revolución del Parque y la formación de la Unión Cívica. Melo siguió el liderazgo de Leandro Alem en la Unión Cívica y posteriormente lo acompañó en el Comité Nacional de la Unión Cívica Radical como delegado por su provincia natal. En otro momento, junto con Miguel Laurencena, formó parte de la Convención Nacional del mismo partido. Sus puntos de vista políticos lo llevaron a apoyar la línea interna concurrencista en contra de los abstencionistas que encabezaba Hipólito Yrigoyen, lo que lo llevó a militar en las corrientes internas lideradas por Alem y posteriormente, por Bernardo de Irigoyen dentro del radicalismo. Como resultado fue concejal de la Capital Federal por Catedral Sud en 1892 y, poco después, colaboró con la gobernación de Bernardo de Irigoyen, desempeñando funciones como director del Banco de la provincia de Buenos Aires entre 1898 y 1902. Melo también participó en los eventos revolucionarios desatados por la Unión Cívica Radical, bajo el liderazgo de Yrigoyen el 5 de febrero de 1905 y, como consecuencia, fue sometido a un proceso penal que amenazó con destituirlo de su empleo como profesor en la Universidad de Buenos Aires.
En 1909, manifestó su primera discrepancia con Hipólito Yrigoyen al firmar el Manifiesto del 1 de Septiembre, junto con otros disidentes como Arturo Goyeneche y Roberto M. Ortiz, en el que se criticaba la conducción "personalista" del partido por parte de Yrigoyen, la falta de programa, la política abstencionista y la falta de renovación de las autoridades del Comité
Nacional. No obstante, regresó a la escena política tras la sanción de la reforma electoral del presidente Roque Sáenz Peña, un hito que marcó una nueva etapa en la vida política de la República. Bajo el nuevo sistema electoral, Melo asumió como diputado de la Nación por Entre Ríos en 1914, para luego renunciar dos años más tarde cuando fue electo senador. 
A principios de 1916, la Convención Nacional de la UCR eligió la fórmula conformada por Hipólito Yrigoyen y Pelagio Luna para los comicios de ese año. Pero ante la indeclinable renuncia de Yrigoyen a su candidatura, un grupo integrado por ciertos representantes de la Capital Federal, Entre Ríos, Corrientes y Tucumán, creyó llegada la oportunidad de proponer como candidato a presidente a Melo. Pero la actitud de la Convención Nacional que impuso por aclamación a Yrigoyen y consiguió que desistiera de su renuncia, frustró esos proyectos. Cuando Yrigoyen asumió la presidencia le ofreció la cartera de Marina pero la rechazó. 

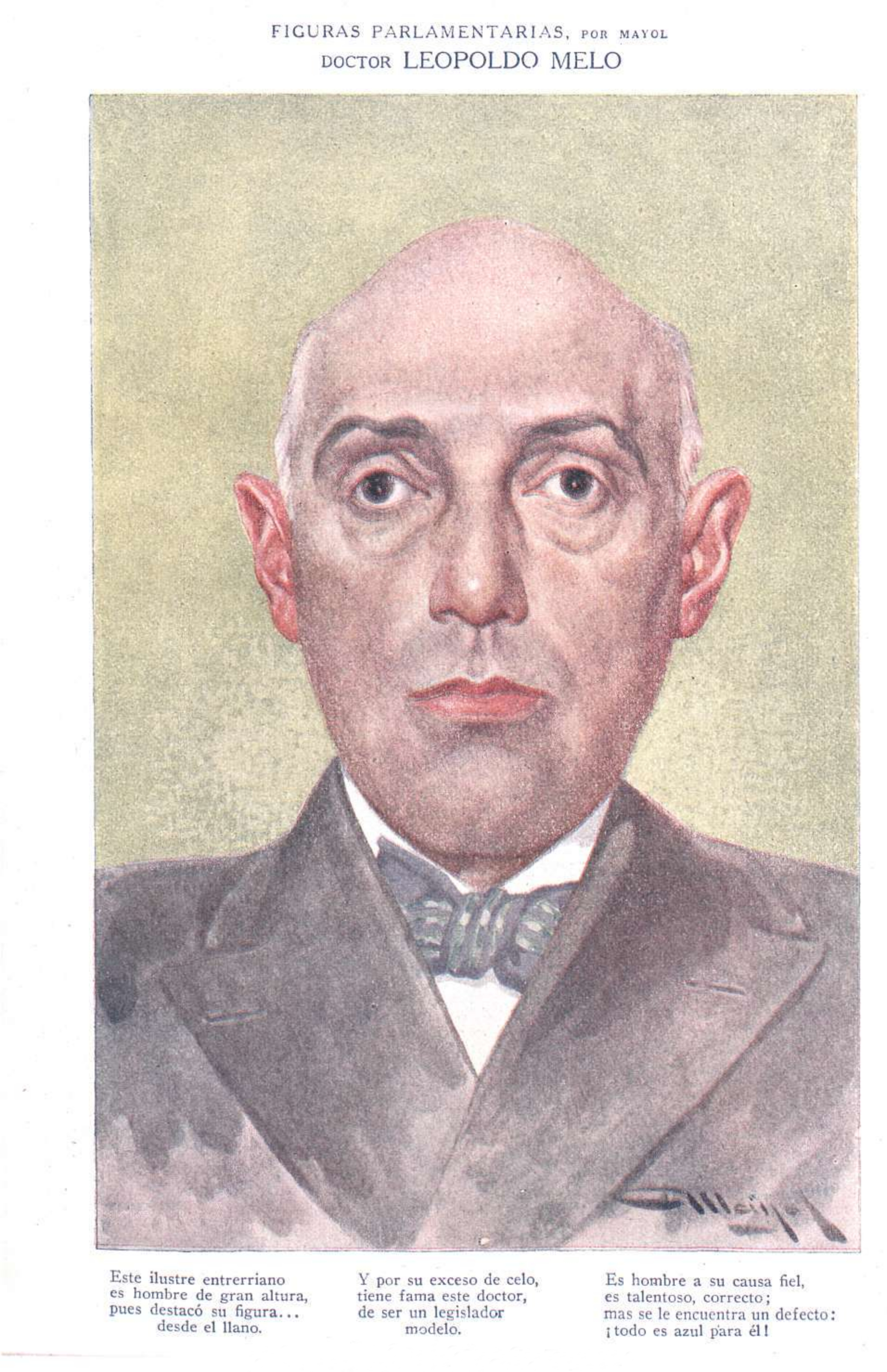
Retratado por Mayol en Caras y Caretas (1917)

Durante el período 1917 a 1925, ocupó el cargo de senador nacional por la provincia de Entre Ríos y fue reelegido para el período 1925 a 1934, interrumpido por la revolución del 6 de septiembre de 1930. En resumen, se desempeñó como legislador en el Congreso de la Nación durante dieciséis años consecutivos, ocupando la Presidencia Provisional del Senado en cinco ocasiones y siendo nominado como presidente de la Nación en caso de Acefalía.
Desde el 29 de abril de 1920 y el 9 de junio de 1921 se desempeñó como decano de la Facultad de Derecho de la Universidad de Buenos Aires. Durante dicho mandato formó parte de la Liga Patriótica Argentina, grupo creado a partir de las huelgas de fines de 1918 y principio de 1919. La Liga tuvo una actuación destacada en los hechos conocidos como Semana Trágica, donde la represión dejó un saldo de 700 muertos y 4.000 heridos. 
En octubre de 1924, participa en la fundación de la Unión Cívica Radical Antipersonalista, que nació como oposición al liderazgo vertical y personalista de Hipólito Yrigoyen dentro del radicalismo. Melo se convierte rápidamente en uno de los líderes del nuevo partido. 
A medida que se acercaba el final del mandato presidencial de Marcelo T. de Alvear, Melo expresó una fuerte oposición a la posible vuelta de Hipólito Yrigoyen a la presidencia de la Nación. Con el objetivo de desafiar la presidencia de Yrigoyen, Melo aceptó la candidatura de la Unión Cívica Radical Antipersonalista. Esta facción, con apoyo de los conservadores agrupados en la Confederación de las Derechas, presentó la fórmula Leopoldo Melo-Vicente Gallo. Sin embargo, en las elecciones, fueron derrotados por Hipólito Yrigoyen, obteniendo únicamente el voto de 71 electores de la minoría.
El feroz enfrentamiento que mantenía Melo con el sector personalista del radicalismo, lo lleva en septiembre de 1930 a dar su apoyo al golpe de Estado que derroca al presidente Yrigoyen. A principios de 1931, Melo integró la Junta del Castelar, que era la organización de las fuerzas del radicalismo antipersonalista que lideraba el general ingeniero Agustín P. Justo, en oposición a la Junta del City, que encabezaba Marcelo T. de Alvear y que unía en una misma fuerza política a antipersonalistas y personalistas. Hacia finales de ese año, Melo apoyó la conformación de la Concordancia (integrada por conservadores, antipersonalistas y socialistas independientes) y la candidatura presidencial de Justo. 
En febrero de 1932, una vez asumida la presidencia por parte de Justo, este lo designó como ministro del Interior. A comienzos de 1936, Melo es rumoreado como uno de los candidatos a suceder a Justo en la presidencia, en fórmulas en las que sería acompañado por Juan Ramón Vidal o por Robustiano Patrón Costas, pero cuando las preferencias de Justo colocaban a Roberto M. Ortiz como su candidato a sucederlo, Melo renunció a su cargo el 28 de abril de ese año.
A partir de 1936 Melo se alejó de la actuación política, dedicándose exclusivamente a la labor diplomática, a la representación de la Argentina en el exterior y a la docencia. En 1939, después de un período de treinta y tres años enseñando de manera constante, Leopoldo Melo presentó su renuncia a sus cátedras en la Universidad de Buenos Aires y fue designado como profesor honorario.
Los  últimos cargos públicos que Leopoldo Melo fueron como embajador plenipotenciario de la delegación argentina en las Conferencias Interamericanas de Neutralidad de Panamá en 1939 y de Cuba en 1940. Tras el golpe militar de 1943, que derrocó al presidente Ramón S. Castillo (en el que Melo intentó intervenir infructuosamente, junto a Alfredo Palacios y Carlos Saavedra Lamas para que se le entregara el Poder Ejecutivo a la Corte Suprema en lugar que lo tomara algún militar), se retiró de la vida política y se centró en actividades académicas y en sociedades académicas. Sin embargo, en 1945, participó en algunos mítines con el fin de reorganizar a la UCR Antipersonalista junto con algunos otros colegas y políticos, como Diógenes Taboada, Adolfo Lanús, el general Carlos Márquez, Manuel de Iriondo, y otros.
En 1939 y 1940 tuvo una participación destacada y en sintonía con la posición de los Estados Unidos cuando representó a la Argentina en las reuniones panamericanas para elaborar una respuesta conjunta de las Américas ante la Segunda Guerra Mundial. 
Leopoldo Melo perdió la vida mientras disfrutaba de sus vacaciones en Pinamar, localidad balnearia en la provincia de Buenos Aires. El trágico suceso tuvo lugar el 6 de febrero de 1951, cuando sufrió un síncope mientras nadaba en el mar.